# 朝倉希
朝倉 希（あさくら のぞみ、1984年11月3日 - ）は、日本のストリッパー。
身長155cm、スリーサイズ はB84cm・W58cm・H85cm。血液型はO型。

## 略歴
2004年10月11日〜2009年7月10日、大阪東洋ショー劇場所属のストリッパーとして活動。

## 人物
趣味は一人旅。コレクションはバービーやスパイダーマンのグッズ。特技は自身曰く「○○○暴走」（○○○の内容は不明）。
好きなものはクリスチャンディオール、レゲエ。食べ物ではおにぎり（高菜、とり五目）、寿司、餃子、果物。飲み物では茶、酒（焼酎など）。
嫌いなものは虫。食べ物では肉、エビ、パン（特にメロンパン）。
差し入れ希望はシール、煙草（マルボロ赤のソフトボックス）、茶、水、ごはん、ドラゴンボールのグッズ。